# Conotoxine
Les conotoxines constituent une famille de peptides neurotoxiques extraits du venin des Conidae.
Les conotoxines se composent de résidus de 10 à 30 acides aminés, qui comprennent le plus souvent des ponts disulfure. Elles agissent de différentes façons, la plupart étant inconnues en 2004. Il est cependant connu que plusieurs peptides moduleraient l'activité des canaux ioniques. Depuis quelques décennies, elles font l'objet de recherches pharmacologiques.